# 格扎维埃·贝特朗
格扎维埃·贝特朗（法語：Xavier Bertrand，法語發音：[ɡzavje bɛʁtʁɑ̃] ⓘ；1965年3月21日—），法国政治人物，自2015年起担任上法蘭西大區议会主席。此前他于2005-2007年在多米尼克·德维尔潘政府中担任卫生部长，随后于2007-2009年担任劳动、社会事务和团结部长，2012-2010年担任劳动、就业和卫生部长。贝特朗在2007年尼古拉·萨科齐的总统竞选中发挥了主导作用。他是人民運動聯盟（后来的共和党）党员，2017年12月11日，他宣布在洛朗·沃基耶当选该党领袖后，自己将“彻底离开”该党。